# Centrala Tejo (funcționare)

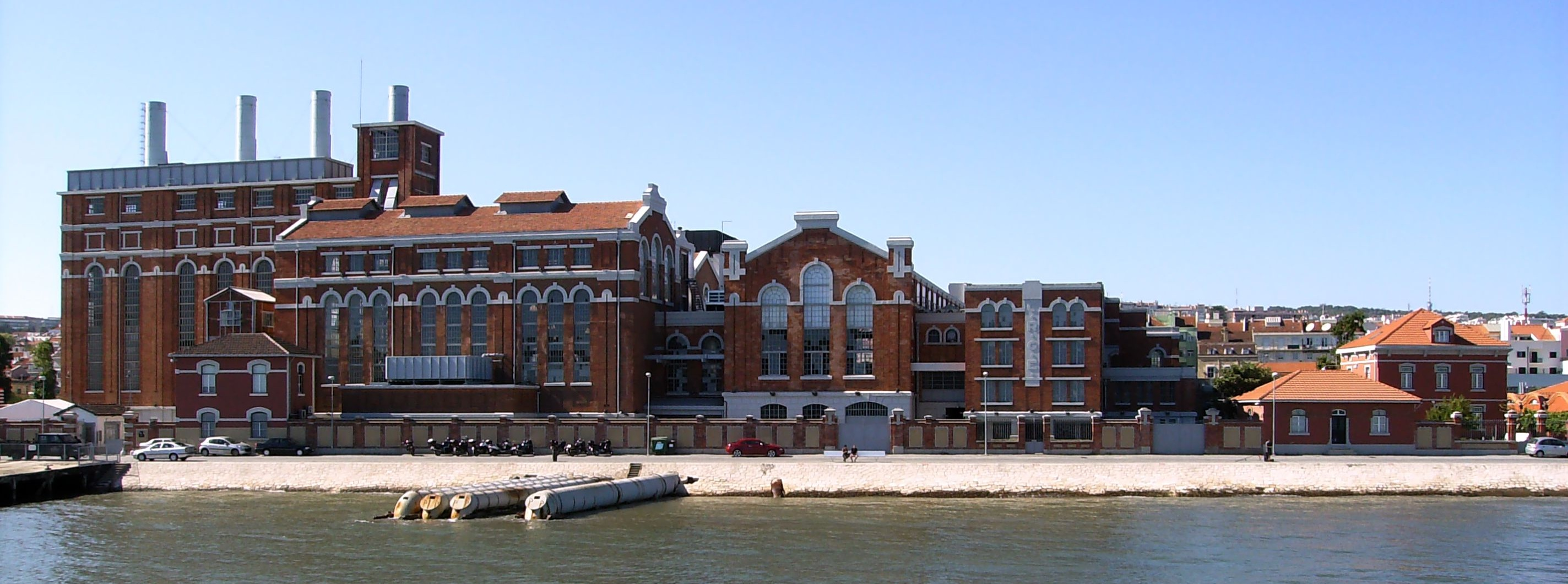
Termocentrala Tejo, din Portugalia, azi Muzeul Electricităţii

Centrala Tejo (în portugheză Estação Eléctrica Central Tejo) a funcționat în perioada 1908 – 1921 în cartierul Belém din Lisbona. În prezent, clădirea adăpostește Muzeul Electricității din capitala Portugaliei.
În principiu, funcționarea unei termocentrale e destul de simplă: se arde combustibilul pentru a furniza căldura care transformă apa din stare lichidă în abur. Acesta din urmă pune în mișcare o turbină cu abur care acționează o mașină generatoare de energie electrică.
Totuși, producția de energie electrică în vechea Centrală Tejo nu a fost atât de simplă pentru că între altele era necesar un mare și complex circuit intern de apă și aer, precum și prelucrarea combustibililor fosili, care, în cazul vechii centrale, era în cea mai mare parte cărbunele.

## Cărbunele
Bărcile încărcate cu cărbune, provenit în cea mai mare parte din Marea Britanie, soseau pe fluviul Tajo și ancorau lângă termocentrală; apoi cu ajutorul unor scânduri înguste, care făceau legătura între barcă și debarcader, muncitorii descărcau cărbunele punându-l în diverse grămezi în gospodăria de cărbune. Era aici locul de unde începea tot procesul de producție a electricității în Centrala Tejo.
Transportul cărbunelui pentru alimentarea cazanelor, era realizat cu ajutorul unor vagonete manevrate manual de la grămezile de cărbune până la sită și concasor. După aceea treceau prin ascensoarele pentru cărbune care îl ridicau până la buncărele malaxoare, care stocau diverse tipuri de cărbune oferind o combinație echilibrată, pentru o bună ardere în cazan.
Deja amestecat, cărbunele era urcat de alt sistem de ascensoare până pe banda de distribuție a cărbunelui, amplasată în partea de sus a clădirii cazanelor. De pe această bandă, cărbunele cădea în încărcătoare și de aici era condus prin niște tuburi de cădere până pe gătarul rulant de fier din interiorul cazanului, unde începea treptat să fie ars, producând în focar, o temperatură de aproximativ 1200 ˚C.

## Circuitele din cazan
Cazanul este constituit în principal din trei circuite: apă – abur, aer – fum și cărbune - cenușă. Funcțiile fiecărei părți erau indispensabile și complementare între ele: circuitul de apă – abur, avea funcția de a transforma apa lichidă în abur; circuitul de aer – fum asigura aerul necesar arderii, circuitul gazelor care încălzeau apa și evacuarea fumului, circuit care influența randamentul cazanelor; iar circuitul combustibil - cenușă asigura cărbunele pentru ardere și evacua cenușa rezultată prin arderea din focar.
Apa necesară pentru producția de abur era tratată și circula printr-un circuit închis, intrând în cazan prin economizor care era situat în partea posterioară și de aici trecea într-un tambur situat deasupra cazanului, care funcționa ca un rezervor de apă și abur făcând legătura între cele doua circuite. Din tambur, apa cobora prin pereții de tip Bailey, situați în partea de interior a cuptorului din cazan, concepuți pentru a menține căldura în interior și care erau construiți din fontă cu numeroase tuburi verticale în interior prin care circula apa în timp ce se vaporiza. Acest amestec de abur și apă se întorcea din nou în tambur, unde aburul era separat și trimis la supraîncălzitoare, un set de tuburi situate în interiorul cuptorului și care permitea transformarea aburului umed în abur uscat de presiune mare (38 kg/cm2 și 450 ˚C în momentul de înaltă presiune) îndeplinind astfel condițiile necesare pentru a acționa turbinele din sala turbinelor.
Pentru arderea cărbunelui era necesar aer. Cele mai multe din aceste circuite se situau în parte din spate a cazanului; ținând temperatura maxima a aerului care ieșea spre partea de sus, acesta era preluat de un ventilator primar care îl trimitea în încălzitor și, de aici spre ventilatorul secundar care îl dirija spre grătarul rulant pentru a întreține flăcările. Pe de altă parte, fumul provenit din arderea combustibilului era aspirat de exhaustoare (ventilatoarele de extragere a fumului) care îl evacua spre exterior prin coșurile de fum; dar înainte de aceasta, căldura din fum era reutilizată pentru încălzirea aerului care întreținea flăcările, iar fumul era filtrat pentru reducerea emisiilor.
Ultimul circuit, cel pentru cenușă, este situat sub cazan. În fiecare din ele există trei depozite (buncăre) în formă de piramide inversate destinate pentru recuperarea cărbunelui nears, parțial ars și a cenușii de la cărbune. Depozitul situat sub tuburile de cădere, adică la începutul benzii grătarului rulant, culegea bucățile de cărbune care cădeau de pe bandă în momentul distribuției sale; depozitul situat la mijloc, culegea cărbunele parțial ars care cădea de pe bandă din cauza vibrațiilor cazanului; cărbunele recuperat din acest depozit era dus în gospodăria de cărbune, unde începea circuitul de alimentare al cazanelor, pentru a fi reutilizat. În final, al treilea depozit, situat la sfârșitul benzii grătarului rulant, culegea cenușa provenită din cărbune și era constituit dintr-un concasor cu injecție de apă pentru a răci și a înmuia cenușa. Aceasta era transportată în vagonete mici spre exterior și depozitată în silozuri numite „halde de cenușă”, situate în gospodăria de cărbune.

## Tratarea apei
Apa condusă spre cazane era complet pură și circula într-un circuit închis; spre deosebire de ce se poate deduce a priori, centrala nu utiliza apă din fluviul Tajo pentru a fi vaporizată, însă utiliza apă din rețeaua de consum public (și inclusiv dintr-un puț din propriile terenuri ale centralei). În primul rând, era depozitată în castelul de apă, un rezervor mare, amplasat pe acoperișul clădirii cazanelor de înaltă presiune și, mai târziu, era tratată în gospodăria de apă unde se realizau trei funcții principale: tratarea menționată anterior, preîncălzirea și pomparea apei.
Tratarea era de mare importanță, deoarece impuritățile din apă și excesul de oxigen puteau coroda țevile și turbinele, depunându-se sub formă de crustă, degradând echipamentele și reducând randamentul lor. Acesta era motivul pentru care toată apa care ajungea în Centrală era analizată în laborator și apoi, înainte de intrarea în circuitul cazanelor, supusă unei tratări complete care implica, purificarea, filtrarea, corectarea chimică etc., obținându-se o apă relativ pură.
După acest tratament, apa trebuia să fie preîncălzită înainte de a intra în cazane. Pentru a realiza acest lucru, în rezervoarele de încălzire se utiliza abur recuperat din turbine, obținându-se o temperatură de 130 ˚C prin amestec. La această temperatură, presiunea apei era ridicată cu pompele din gospodăria de apă la 52 kg/cm2, presiune mai mare ca aceea din tamburele cazanelor.

## Turboalternatoarele
Aburul produs în cazane era direcționat cu presiune mare (38 kg/cm2) spre grupurile turboalternatoare. Grupurile generatoare erau formate dintr-o turbină și dintr-un generator, de unde vine și numele de turboalternator. Acestea transformau în turbine entalpia aburului în energie mecanică cu care erau acționate generatoarele electrice, care, la rândul lor, o transformau în energie electrică, disponibilă la bornele alternatoarelor.  Turbina avea opt trepte cu câte două coroane de palete și alte șapte cu câte o coroană. Aburul provenit din cazane intra în camera de distribuție a turbinei prin ventilele de admisiune. Din camera de distribuție aburul trecea prin rețeaua de palete fixe (de tip ajutaje de Laval), unde prin destindere era accelerat la viteză mare și intra în prima coroană de palete. În următoarele trepte presiunea aburului scădea treptat până la presiunea din condensator, totuși, viteza de curgere era menținută constantă. Trecând succesiv prin toate treptele, rotea turbina cu 3000 rpm. Turbina rotea printr-un angrenaj alternatorul, care producea energie electrică pentru a fi distribuită consumatorilor și pentru a fi utilizată pentru propriile echipamente electrice ale Centralei. Alternatorul bobinat în stea, producea curent trifazat de 10 500 V, cu o frecvență de 50 Hz. Curentul de excitație al alternatorului era furnizat de către excitatrice, un generator de curent continuu cuplat direct la linia generală care, în plină încărcare, avea o tensiune de 170 V curent continuu, cu o intensitate de 340 A.
Energia produsă de fiecare alternator era condusă până la branșamentul de ieșire. Fiecare branșament sau linie, ducea la stațiile de transformare și, de acolo, curentul era furnizat diverșilor clienți. Primul branșament avea o tensiune de 10 kV în stațiile de transformare care alimentau rețeaua electrică din Lisabona și două branșamente, unul de 3,3 kV și altul de 30 kV. Aceste două branșamente, primul fiind mai vechi, pe lângă faptul că furniza energie la rețeaua de consum, de asemenea alimenta serviciile aparținătoare Centralei Tejo; de la al doilea, de 30 kV, plecau două cabluri, unul la Marvila continuând până la Vila Franca de Xira și, altul, direct până în orașul Santarém, pentru a alimenta consumatorii industriali localizați pe Vale Tejului.

## Condensatoarele
Aburul, după îndeplinirea funcției sale de acționare a turbinelor, era trimis la condensatoare, unde se transforma din nou în stare lichidă, putând ca această apă să fie din nou utilizată în cazane. Aburul intra în condensator, iar prin contact cu sistemul tubular din interiorul său, care era plin de apă rece, se condensa. Apa de răcire era captată din râul Tajo prin intermediul a trei conducte de intrare și una de ieșire, unde prin efectul de curgere forța apa să intre în țevile condensatoarelor; apa fluviului niciodată nu se amesteca cu apa pură utilizată în cazane, deoarece, așa cum s-a spus, în interiorul condensatoarelor exista un sistem tubular în țevile căruia circula apa din Tajo, pe când aburul parcurgea spațiul liber dintre tuburi.
Apa rezultată prin condensare era aspirată de pompele extractoare și retrimisă până la tamburele cazanelor, trecând prima dată prin încălzitoarele de apă, rezervoare și pompele de alimentare și în cele din urmă  prin economizor. Recuperarea aburului condensat pentru a fi reutilizat ca apă de alimentare în cazan, este sfârșitul ciclului apă – abur de la o centrală termoelectrică, inclusiv al Centralei Tejo, care nu a făcut excepție.